# Park Narodowy Elsey
Park Narodowy Elsey (Elsey National Park) – park narodowy utworzony w roku 1991, położony w pobliżu miejscowości Mataranka, na obszarze Terytorium Północnego w Australii.
Najbardziej charakterystycznym miejscem dla parku są źródła termalne Thermal Pool i Rainbow Spring.